# Duckatti

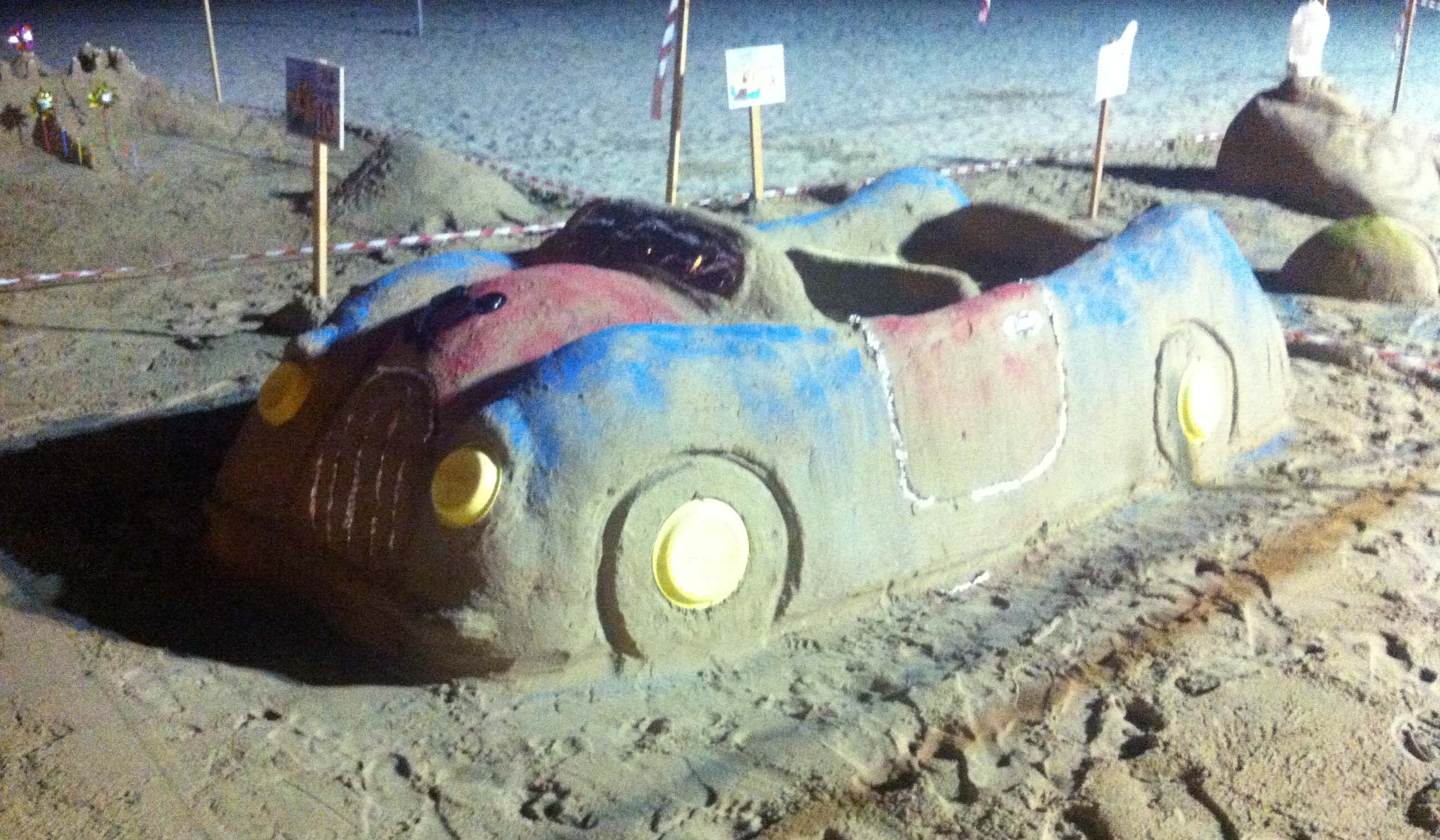
Een zandkasteel dat de Duckatti voorstelt.

De Duckatti is de oude, rammelende, maar nog steeds gebruikte auto van Donald Duck. Voornamelijk de American Bantam uit 1938 diende als model voor de auto.

## In de verhalen
De Duckatti komt voor het eerst voor in 1936 in de film Don Donald. Daarin reist Donald per ezel door Mexico. Donald wordt zijn ezel zat en ruilt die om voor een auto die hij mooier vindt, de Duckatti. Dit doet hij om indruk te maken bij Donna Duck. Maar al tijdens hun eerste rit door de woestijn blijkt dat de auto niet deugt en begeeft hij het. De auto heeft deze kuren nog altijd, hoe vaak Donald hem ook laat repareren.
In 1938 komt de auto voor het eerst voor in een van de strips van Al Taliaferro. Al Taliaferro gaf de auto het kenteken 313; dit moet worden uitgelegd als 3×13, een toespeling op het feit dat Donald bijna altijd pech heeft. Mickey Mouse heeft in 1936 overigens al eens in een auto rondgereden die opmerkelijk veel op Donalds Duckatti lijkt.
Donald wordt jaloers als zijn neef en rivaal Guus Geluk, terwijl hij aan de kant van de weg staat te sleutelen aan zijn auto, langsrijdt met een luxe auto die hij in een loterij blijkt te hebben gewonnen en die veel beter is dan zijn Duckatti. Ook raakt Donald de auto nog weleens kwijt als hij hem ergens parkeert waar hij niet mag staan. De auto wordt dan weggesleept of gestolen. Vaak komt hij er dan later achter waar de auto dan is, zodat hij deze daar kan ophalen of krijgt hij hem later al dan niet veranderd terug. Ook komt het dan voor dat hij naar een garage gaat om een andere auto te kopen. Hier treft hij dan zijn eigen auto ook nog wel eens aan omdat hij daar toevallig naartoe is gesleept of gebracht.
In de meeste verhalen is de auto rood.